# Haňovice
Haňovice (en allemand : Haniowitz) est une commune du district et de la région d'Olomouc, en République tchèque. Sa population s'élevait à 460 habitants en 2023.

## Géographie
Haňovice se trouve à 4 km au sud-ouest de Litovel, à 18 km au nord-nord-ouest d'Olomouc, à 89 km à l'ouest-sud-ouest d'Ostrava et à 193 km à l'est-sud-est de Prague.
La commune est presque entièrement circonscrite dans les limites de la commune de Litovel à l'exception du sud-est où elle partage une limite avec Cholina sur une vingtaine de mètres.

## Histoire
La première mention écrite de la localité date de 1131.

## Administration
La commune se compose de deux sections :
- Haňovice
- Kluzov

## Transports
Par la route, Haňovice se trouve à 5 km de Litovel, à 21 km d'Olomouc et à 227 km de Prague.